# Ялатов, Шабычи Саранович
Шабычи Саранович (Сыранович) Ялатов — советский хозяйственный, государственный и политический деятель.

## Биография
Родился в 1912 году в урочище Верх-Толгоек близ села Верх-Апшуяхта (ныне — Республика Алтай). Член ВКП(б) с 1935 года.
С 1927 года — на хозяйственной, общественной и политической работе. В 1927—1966 гг.:
- крестьянин,
- служил в 73-м кавалерийском полку 15-й Кубанской кавалерийской дивизии Дальневосточного края,
- 1935-1938 председатель колхоза «Красная Армия» села Верх-Апшуяхта Шебалинского аймака,
- 1938-1939 первый секретарь Горно-Алтайского обкома ВЛКСМ,
- 1939-1941 студент Ленинградского университета,
- 1941-1942 политрук 144-го отдельного лыжного батальона, комиссован по тяжёлому ранению,
- 1942-1943 инструктор Ойротского областного комитета ВКП(б)
- октябрь 1943 - ноябрь 1944 секретарь по кадрам Эликманарского РК ВКП(б).
- с ноября 1944 председатель Кош-Агачского аймакисполкома

Затем до 1966 г. - на руководящих и партийных должностях в Онгудайском, Кош-Агачском, Усть-Канском районах Горно-Алтайской автономной области. Во время освоения целинных земель - первый секретарь Усть-Канского райкома КПСС. Перед выходом на пенсию - председатель колхоза им. Калинина.
Избирался депутатом Верховного Совета СССР 1-го созыва. Делегат 18 съезда ВКП(б).
Автор книги:  За высотою - высота : [О становлении сов. власти в Горн. Алтае] / Ш. С. Ялатов; [Лит. обраб. Н. С. Модорова]. - Горно-Алтайск : Алт. кн. изд-во : Горно-Алт. отд-ние, 1987. - 102,[2] с. : портр.; 20 см.